# Mihályi Ferenc
Mihályi Ferenc, Mihályi Ferenc Károly (Győr, 1857. október 31. – Budapest, 1942. április 7.) énekes (bariton), operarendező.

## Életútja
Michl József szappanos és Fábián Zsófia fiaként született, 1857. november 8-án keresztelték a győr-belvárosi plébánián. Előbb a felsőbb kereskedelmi iskolát végezte, azután a budapesti zenekedvelők operaiskolájába iratkozott be, ahol Bellovics Imre növendéke volt. Ezután a Zenekedvelők egyletének hangversenyein énekelt és 1893. október 1-én Nikisch igazgatása alatt a Magyar Királyi Operaház kötelékébe lépett, ahol sok szép és emlékezetes sikere volt. Az első világháború alatt az intézet főrendezőjévé nevezték ki, minthogy közben (1917-től 1920-ig) három éven át rendelkezési állományban volt; huszonnyolc évvel első színpadi fellépése után, 1922-ben érhette meg működésének 25-ik évfordulóját. 1920. július havában újra meghívást kapott és 1925. szeptember haváig mint főrendező működött. 1923. április 21-én az intézet örökös tagja lett. A Nemzeti Zenedének 1919-től kinevezett tanára, ahol az operai játékot tanította. 1925-ben vonult nyugalomba. Halálát agyvérzés okozta.

## Fontosabb szerepei
- Baal-Hanan (Goldmark K.: Sába királynője)
- Silvio (Leoncavallo: Bajazzók)
- Wolfram (Wagner: Tannhäuser)
- Figaro (Rossini: A szevillai borbély)
- Alfio (Parasztbecsület)
- Telramund Fridrik (Lohengrin)
- Marcel (Bohémélet)
- Amonasro (Aida)
- Scarpia (Tosca)
- Luna gróf (Troubadour)
- Rigoletto

## Főbb rendezései
- Puccini: Angelica nővér
- A köpeny
- Gianni Schicchi (1922, bem.)